# Аркона (Яромарсбург)
Арко́на — місто й релігійний центр балтійських слов'ян племені ранів VI–XII ст. на острові Рюґен (слов. Руя, Руян) в Німеччині. В IX–XI ст. Аркона була добре укріпленим містом і центром вшанування язичницького бога Свентовита, жерці якого збирали податки з купців за право торгувати з ранами. В першій половині XII ст. місто кілька разів було взяте данцями, а в 1168 році завойоване Вальдемаром I та, прийнявши його вимоги, втратило колишнє значення. Значна територія, де стояла Аркона, обвалилася в море внаслідок природної ерозії.

## Архітектура
Місто Аркона лежало на високогір'ї, піднесеному на 50 метрів над морем, оточене з трьох сторін водою. Ця частина острова Рюґена ще зветься Віттов. Наразі збереглася лише частина території Аркони, оскільки берег приблизно з 1000 року по 2000-і скоротився на 100—200 м через природну ерозію.
Аркону захищали два земляних вали, збудовані відповідно в IX й X ст.
Саксон Граматик, данський історик XII століття, писав, що споруди в місті були дерев'яні. Головною спорудою був храм, оточений різьбленою огорожею. Сам храм був зрубний і увінчаний червоним дахом; внутрішня кімната розділялася важкими гобеленами. У внутрішньому святилищі височів більший людського зросту ідол Свентовита (Святовита) з чотирма головами, оберненими в різні боки. Саксон згадує, що не тільки вся земля вендів, але й скандинавські сусіди робили підношення ідолу. Коли ця статую зрубали, данці винесли сім скринь зі скарбами.
Саксон Граматик розповів про храм у своїй праці лат. «Gesta Danorum» («Ґеста Данорум» — «Історія Данії»):

| Місто Аркона лежить на вершині високої скелі; з півночі, сходу та півдня огороджене природним захистом ... із західного боку захищає його високий насип у 50 ліктів ... Посеред міста була площа, на якій стояв храм з дерева, витонченої роботи ... Зовнішня стіна будівлі виділялася акуратною різьбою, яка включала форми різних речей. У храм був єдиний вхід. Храм мав два огородження, з яких зовнішнє, поєднане зі стінами, було покрито червоною покрівлею; внутрішнє ж, що спиралося на чотири колони, замість мурів мало завіси і нічим не було пов'язано із зовнішнім, крім палітурки балок. |
Розкопки Карла Шуххардта в 1921 році підтвердили існування храму. Повторні розкопки 1969—1970 років виявили давніший шар святилища, датований X і, можливо, IX століттям н. е. Місце, де стояв храм Свентовита, не збереглося; воно цілком обвалилося до нашого часу в море. Вціліла лише частина валу, що оточував його.

## Історія
Полабські слов'яни перебували у різкій опозиції до християнства, позаяк тодішні єпископи на службі Священної Римської імперії були не тільки священнослужителями, а також великими землевласниками та полководцями. Опір поширенню імперії проявився в повстаннях полабів 983 і 1066 року. Водночас імовірно, що християнського Бога вони сприймали як ще одного бога з багатьох і визнавали за реального, хоча й були проти його верховенства. Через це стояла потреба у власному релігійному центрі.
Приблизно в IX столітті рани оселилися на Рюґені; ймовірно, в той же час вони і побудували святиню, а потім звели замок і укріплення в кілька етапів. В XI столітті було насипано додатковий вал, використовуючи ґрунт із внутрішньої частини замку. Значення храму як релігійного центру для слов'ян у південній Балтії зросло після знищення Ретри в 1068 році. Храм слугував місцем оракула, а купці, що хотіли торгувати з ранами, мусили зробити пожертву на храм. Імовірно, що головними підношеннями були мед і віск. Жерці Свентовита крім того володіли гаванню для вилову оселедця й табуном коней, зокрема білим конем для ворожінь. Разом з ними в замку проживало близько 300 прислужників. Аркона слугувала релігійним і політичним центром, тоді як ремісничим була розташована на тому ж острові Корженіца. Можна припустити, що місцеві жерці складали серйозну конкуренцію в боротьбі за владу племінній верхівці та князівському роду.
У 1120-х роках правитель ободритів Генріх Любекський за підтримки саксонського контингенту вторгся на острів Рюґен. А в 1136 році данська армія під командуванням короля Еріка Пам'ятного оточила фортецю храму. Король наказав викопати канал, у який перетекла вода з джерела в замку, що змусило ранів здатися. Переможені рани пообіцяли прийняти християнство, проте залишили свого ідола, назвавши його статуєю святого Вітта.
В 1158 році данський король Вальдемар I зібрав флот для захоплення Рюґена, проте через сильний шторм лише частина кораблів досягнула острова. Рани не очікували нападу в негоду, тому військо Вальдемара, попри нечисленність, успішно пограбувало місцеві поселення. Потім датчани здійснили ще один успішний набіг, після якого досягнули Аркони та перемогли слов'янське військо. Заручившись потім допомогою імператора Священної Римської імперії, Вальдемар I штурмував Аркону 1168 року в супроводі командувача армією та близького друга єпископа Абсалона. Нападникам вдалося підпалити укріплення. За умовами мирної угоди, рани мусили прийняти християнство, позбутися ідолів, віддати храмові скарби Церкві та звільнити християнських в'язнів без викупу. Хоча жителі Аркони сподівалися, що Свентовит покарає нападників, нічого не сталося, ідола безперешкодно зрубали та спалили.
Після падіння храму князь рюґенських слов'ян Теслав, який до того часу був королем ранів, і його брат Яромар, який жив у своїй столиці в Харенці, підкорилися данському королю. Після смерті Теслава в 1170 році Яромар став князем ранів до 1218 року. З падінням храму король Вальдемар отримав скарб, але в 1171 році йому довелося поділитися ним зі своїм союзником, Генріхом Левом. Великі маєтки храму були передані Церкві.
У 1169 році Рюґен потрапив під сюзеренітет єпископів Лунда, які наглядали за поширенням християнства. На колишніх культових місцях і похованнях острова було збудовано численні каплиці. На території колишнього святилища Свентовита побудували церкву.
У сусідній церкві Альтенкірхена, будівництво якої, ймовірно, вже почалося в 1185 році на заміну дерев'яній церкві, в стіну було вбудовано камінь з зображенням людини, що тримає ріг. У ньому вбачається зображення жерця Свентовита. Але це також могла бути могильна плита князя Теслава.

## Галерея

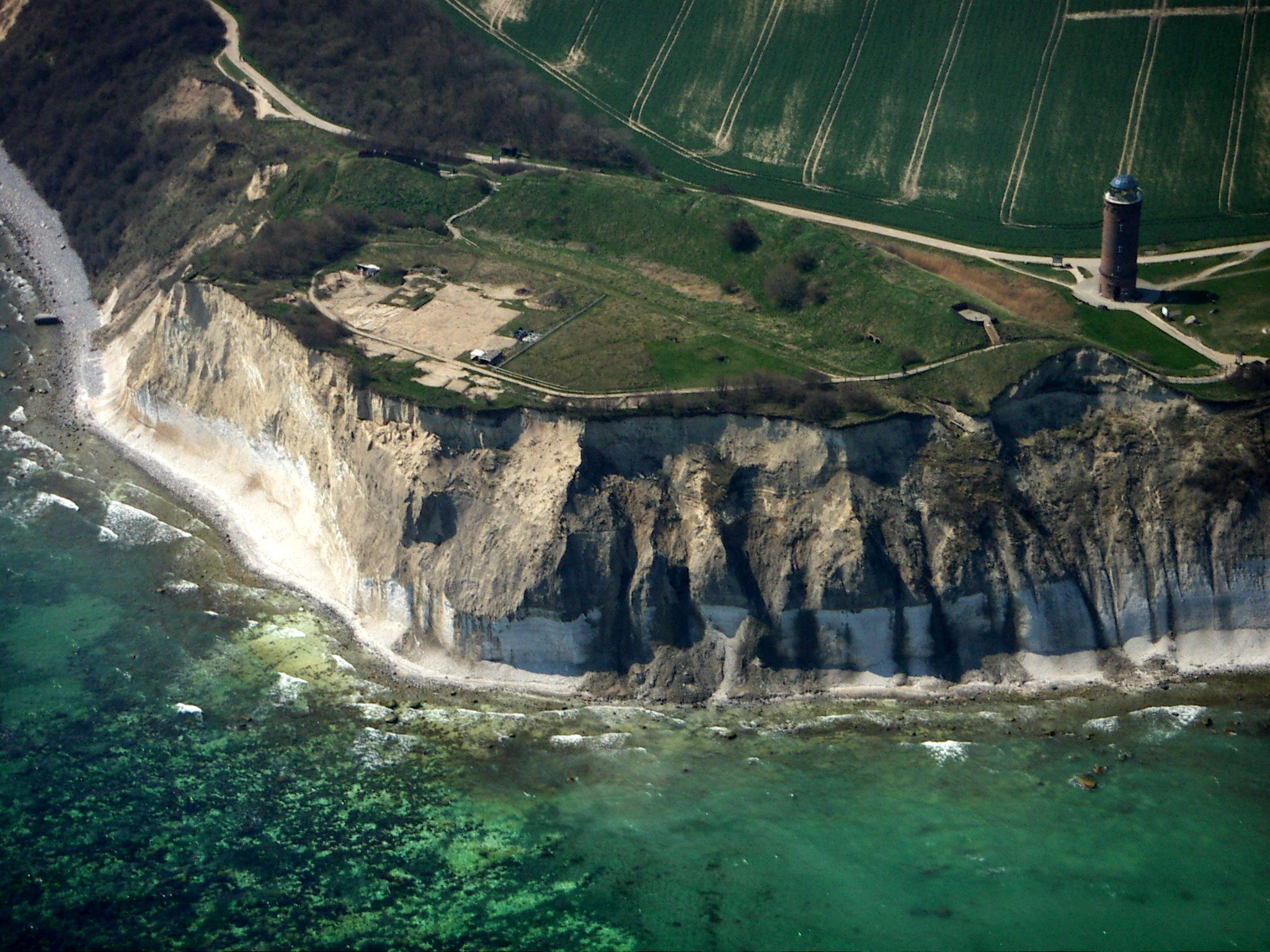
Мис Аркона.
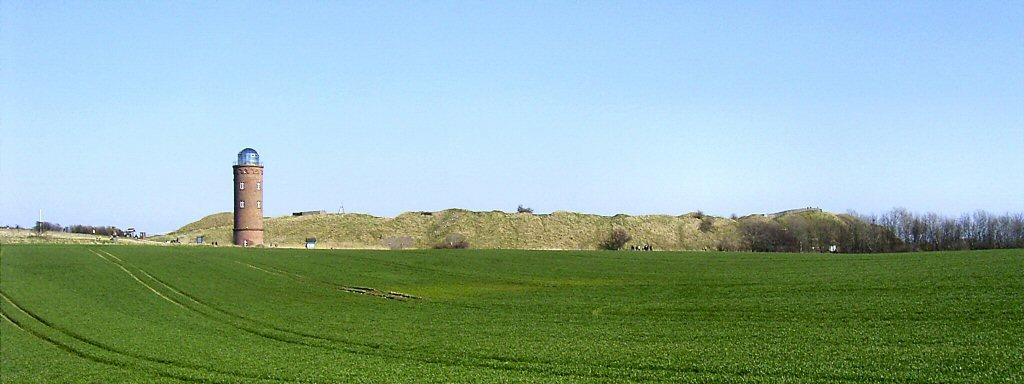
Вали Яромарсбурґу.
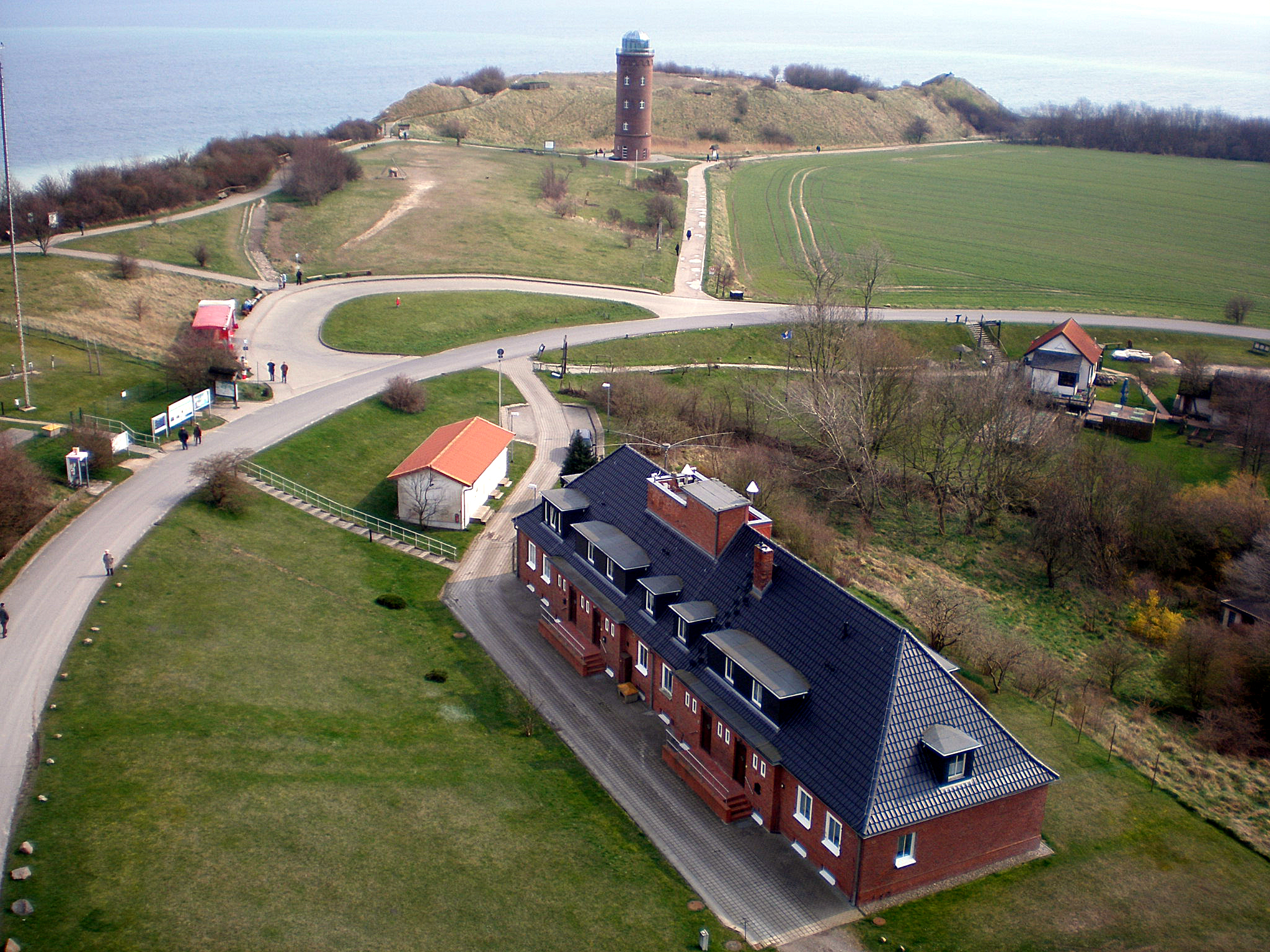
Вид з маяка на залишки городища.
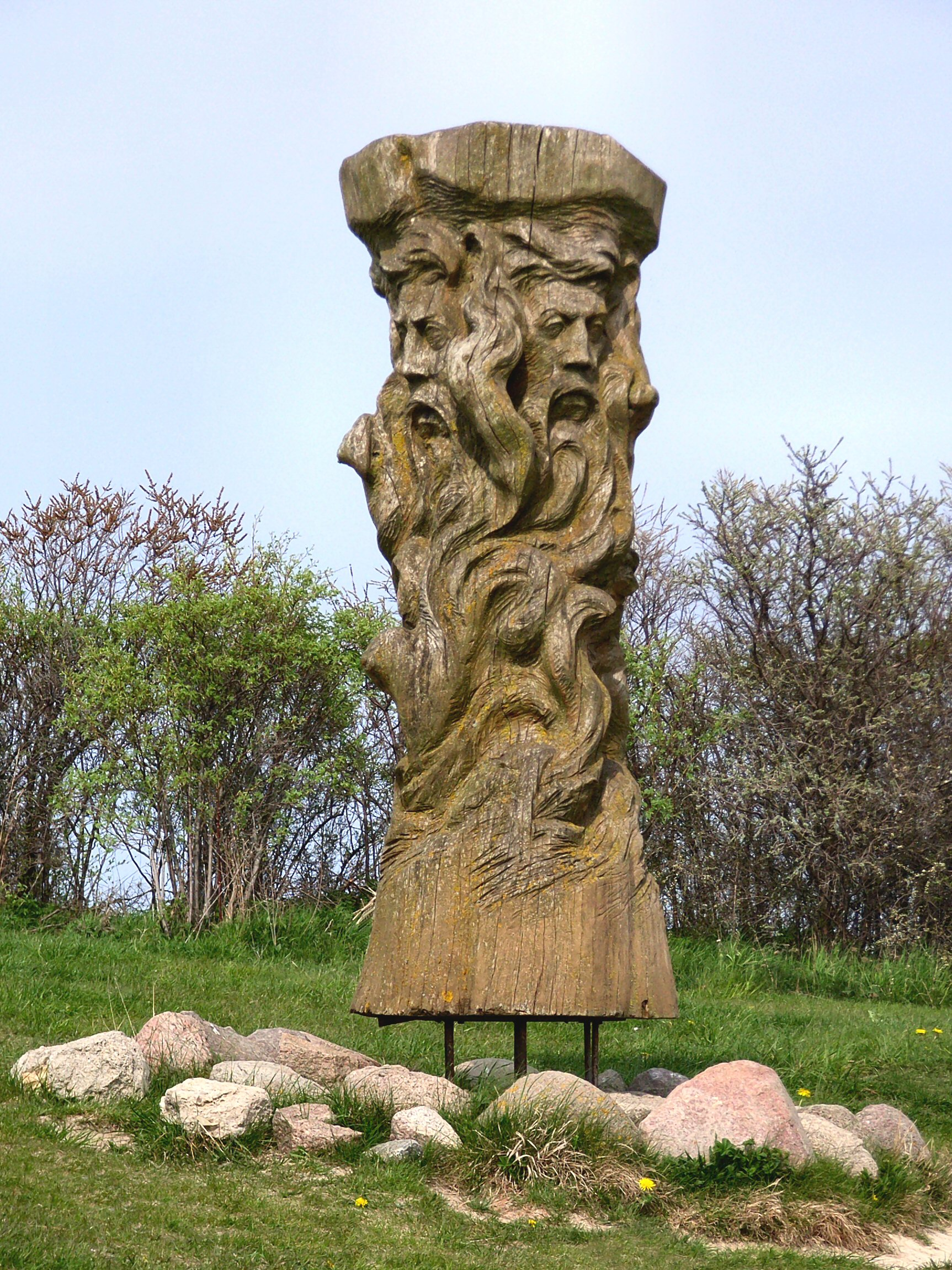
Сучасна статуя Святовита.
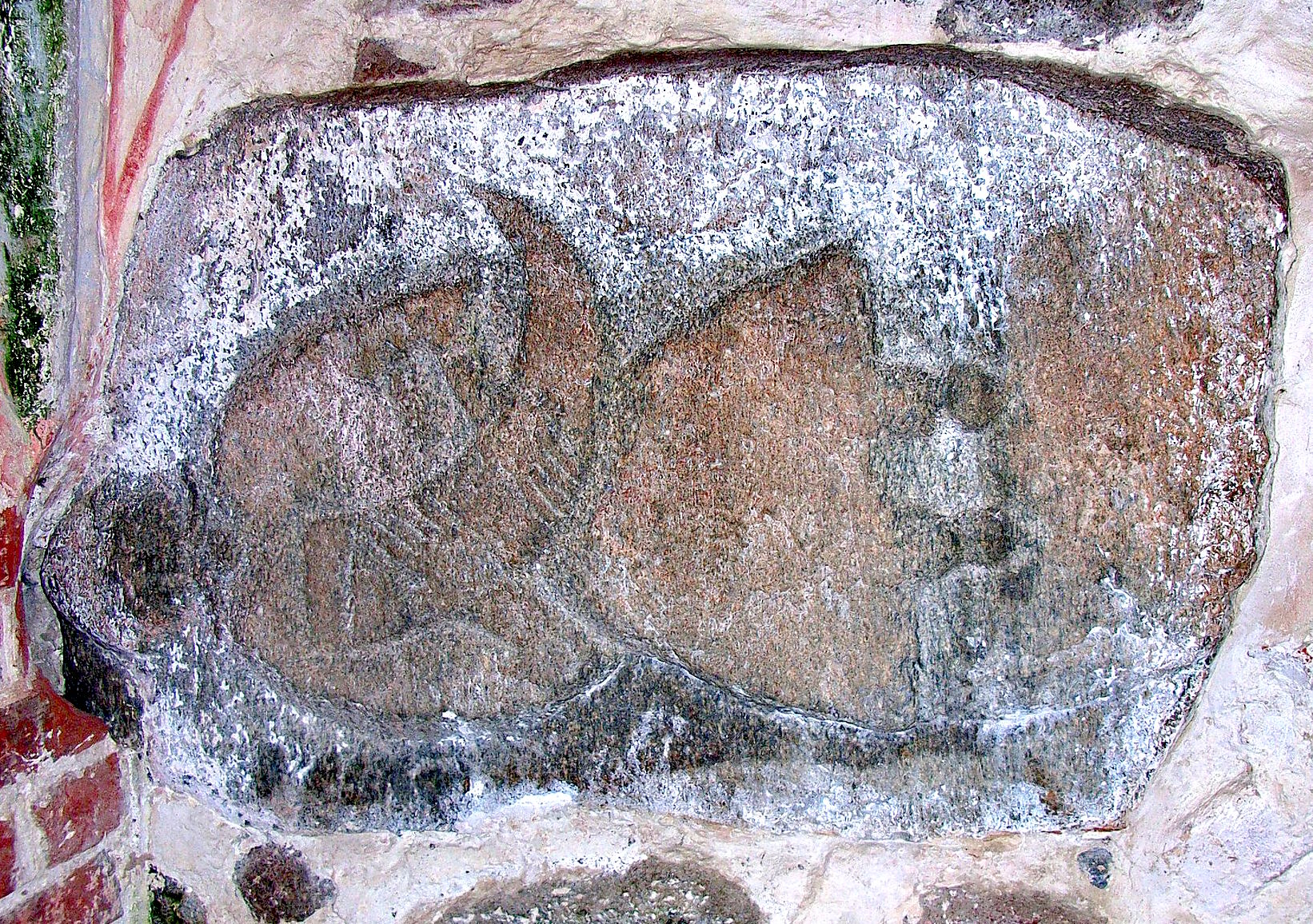
Камінь із Альтенкірхена, на якому зображено жерця Святовита з ритуальним рогом.